# Aérodrome de Puerto Jiménez
L'aérodrome de Puerto Jiménez (code IATA : PJM • code OACI : MRPJ) est un aéroport du Costa Rica qui dessert Puerto Jiménez, le deuxième district du canton de Golfito dans la province de Puntarenas. Compte tenu de la distance entre Puerto Jiménez et la capitale de San José, l'aéroport est le premier choix pour les touristes en voyage au Parc National du Corcovado et au Golfo Dulce.
À partir de 2014, Puerto Jiménez est devenu le troisième aéroport le plus fréquenté au Costa Rica par le trafic de passagers. Il est détenu et géré par la Direction Générale de l'Aviation Civile.

## Situation
| \| 50 km1:1 721 000 \| Bahia Drake Barra del Colorado Coto 47 Golfito Nosara Palmar Sur Puerto Jiménez Punta Islita Quépos San Isidro de El General Tamarindo Tambor Tortuguero Libéria San José T. Bolaños Limón San José-J.-Santamaría |
| 50 km1:1 721 000 |

## Service régulier
| Compagnies | Destinations                        |
| ---------- | ----------------------------------- |
| Nature Air | Bahia Drake, San José-J. Santamaría |
| Sansa      | Bahia Drake, San José-J. Santamaría |

## Statistiques passagers
Pour des raisons techniques, il est temporairement impossible d'afficher le graphique qui aurait dû être présenté ici.

Voir la requête brute et les sources sur Wikidata.

Ces données montrent le nombre de mouvements de passagers dans l'aéroport, selon les annuaires statistiques de la Direction Générale de l'Aviation Civile du Costa Rica.